# Бейз, Картер
Картер Л. Бейз (англ. Carter L. Bays, род. 12 августа 1975 года в Шейкер-Хайтс, Огайо) — американский шоураннер, продюсер и писатель. Наряду с Томасом Крейгом Бейз является создателем, писателем и шоураннером ситкома Как я встретил вашу маму. За этот сериал Бейз был номинирован на прайм-таймовую премию «Эмми».
В другом сотрудничестве с Томасом, Бейз стал соучредителем группы The Solids. Отрывок песни «Hey, beautiful», исполненная этой группой, является темой сериала Как я встретил вашу маму.

## Биография

### Начальные годы
Бейз родился в Кливленде, штат Огайо. Его отец, Джеймс Бейз является корпоративным адвокатом на пенсии, а его мать — министром в Объединённой церкви Христа. В 1993 году игра Бейза в средней школе Шейкера-Хейтса была отобрана на фестиваль молодых драматургов в Нью-Йорке.
В 1997 году Бейз окончил Уэслианский университет. Во время учёбы в университете, Бейз летом и осенью 1996 года с Томасом работают молодыми специалистами в Департаменте развития MTV.

### Карьера
В 1997 году, после окончания университета, Бейз и Томас становятся соавторами, пишущими для Позднего шоу с Дэвидом Леттерманом.
Бейз также написал сценарий для эпизодов Американского папаши, Пятерняшек и Оливера Бина.

## Личная жизнь
Бейз в настоящее время живёт в Нью-Йорке, со своей женой Дениз Кокс и с тремя детьми, Пиппой, Джорджиной и Джеком. Одна из дочерей Бейза появилась в конце телеэпизода Время трилогии, а другая в конце телеэпизода Снято с паузы (сериал Как я встретил вашу маму). Бейз является членом комиссии компании Young Playwrights, Inc.

## Работы

### Как я встретил вашу маму
- Пилот
- Фиолетовый жираф
- Случай с ананасом
- Жизнь среди горилл
- Ничего хорошего не происходит после двух часов ночи
- Молоко
- На чём мы остановились?
- Футбол в понедельник вечером
- Мальчишник
- Кое-что синее
- Дождись этого
- Платиновое правило
- Завтра не наступит
- Десять сеансов
- Чудеса
- Я тебя знаю?
- Лучший бургер в Нью-Йорке
- Вууу!
- Стинсоны
- Так быстро, как она только может
- Прыжок
- Определения
- Робин для чайников
- Книга правил съёма
- Девушки против костюмов
- Кролик или утка
- Двойники
- Особенные дни
- Архитектор разрушения
- Естественная история
- Последние слова
- Ох, милочка
- Достопримечательности
- Вызов принят
- Шафер
- Утиный галстук
- Разочарованная девушка
- Tailgate
- Горящий пчеловод

### Оливер Бин
- Танец Бин
- Нуди Мег
- Спекуляции рентгена
- Поездка в Кони-Айленд
- Оливер и выдры

### Игры Гудвина
- Пилот
- Гамлетта

### Американский папаша!
- Стэн Аравийский: Часть 2